# Sternopriscus
Sternopriscus es un género de coleópteros adéfagos  perteneciente a la familia Dytiscidae. 

## Especies seleccionadas
- Sternopriscus alligatorensis	Hendrich & Watts 2004
- Sternopriscus alpinus	Hendrich & Watts 2004
- Sternopriscus aquilonaris	Hendrich & Watts 2004
- Sternopriscus balkei	Hendrich & Watts 2004
- Sternopriscus barbarae	Hendrich & Watts 2004
- Sternopriscus browni	Sharp 1882